# Лубенськ
Лубенськ (рос. Лубенск) — присілок у Брасовському районі Брянської області Росії. Входить до складу муніципального утворення Веребське сільське поселення.
Населення — 10 осіб.
Розташоване за 8 км на південний схід від села Веребськ.

## Історія
Згадується з першої половини XVII століття в складі Глодневського стану Комарицької волості. До 1778 року в Севському повіті, в 1778—1782 рр. в Луганському повіті. У XIX столітті — володіння Кушелєва-Безбородька. Належав до парафії села Острівськ (нині в складі Орловської області).
З 1782 по 1928 рр. — в Дмитрівському повіті Орловської губернії (з 1861 — у складі Островської, пізніше Веребськой волості; з 1923 в Глодневській волості). З 1929 року — в Брасовському району. До 1960 року входив до складу Піонерської сільради.